# Cuộc khủng hoảng tháng 5 năm 1958 tại Pháp

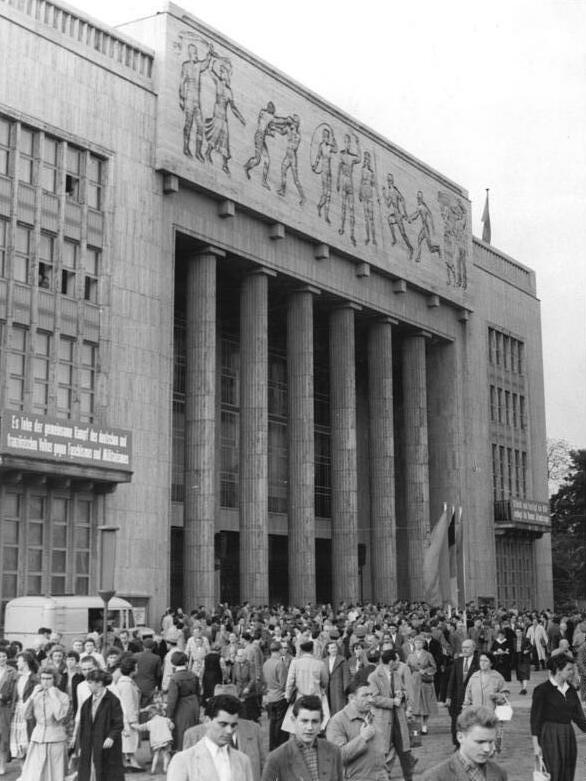
Những người cộng sản tập trung tại Đông Berlin trong Deutsche Sporthalle của Karl-Marx-Allee, trong "tình đoàn kết với nhân dân Pháp chống chủ nghĩa phát xít"

Cuộc khủng hoảng tháng 5 năm 1958 (hay Chính phủ Algiers hoặc cuộc đảo chính ngày 13 tháng 5) là một cuộc khủng hoảng chính trị ở Pháp trong thời kỳ hỗn loạn của Chiến tranh Algérie (1954, 62) dẫn đến sự sụp đổ của Đệ Tứ Cộng hòa và thay thế bởi Đệ Ngũ Cộng hòa do Charles de Gaulle lãnh đạo đã trở lại nắm quyền sau mười hai năm vắng bóng. Nó bắt đầu như một cuộc nổi dậy chính trị ở Algiers vào ngày 13 tháng 5 năm 1958 và sau đó trở thành một cuộc đảo chính quân sự do một liên minh đứng đầu là phó tướng Algiers và sĩ quan không quân dự bị Pierre Lagaillarde, Các tướng Pháp Raoul Salan, Edmond Jouhaud, Jean Gracieux, và Jacques Massu, và bởi Đô đốc Philippe Auboyneau, chỉ huy hạm đội Địa Trung Hải. Cuộc đảo chính được cựu Thống đốc Algérie Jacques Soustelle và các đồng minh hoạt động của ông ủng hộ.
Cuộc đảo chính nhằm mục đích chống lại sự thành lập chính phủ mới của Pierre Pflimlin và áp đặt một sự thay đổi chính sách có lợi cho phe cánh hữu của Algérie thuộc Pháp.